# Kvarnbo, Åland

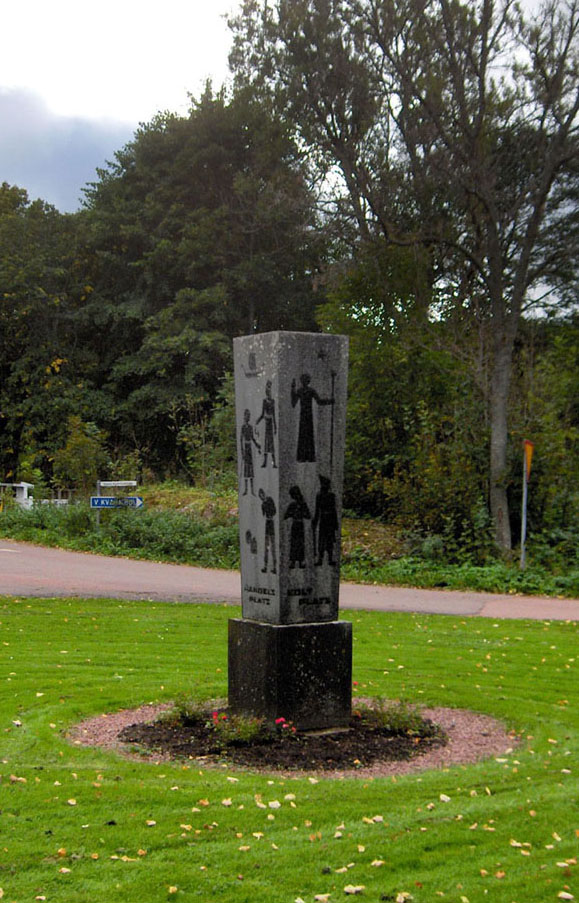
Minnessten vid Saltviks kyrka i Kvarnbo.

Kvarnbo är en by och kommuncentrum i Saltvik på Åland, beläget vid Kvarnboviken. Här ligger Saltviks kyrka och här låg tidigare en tingsplats. Utgrävningar har visat att platsen var bebodd och troligen ett handelscentrum under vikingatiden. 
Vid Kvarnboviken finns en badplats och man kan fiska bland annat gädda, abborre och gös. I Kvarnbo ligger Kvarnbo gästhem och Vikingabyn. 
Under juli månad anordnas den traditionsenliga vikingamarknaden av fornföreningen Fibula.